# ارجستان
ارجستان روستایی است که در استان اردبیل، شهرستان سرعین، بخش مرکزی، دهستان سبلان قرار دارد.
«ارجستان ازآبادیهای دهستان(ارجستان) ازتوابع بخش سبلان شهرستان سرعین ومرکز این دهستان است که در سال 1388 ازترکیب مزارع ، مکان‌ها وآبادیهای آتشگاه ، ارجستان ، آلوچه سبلان، بینمارسبلان، تازه کند سبلان ، آقاخان دره سی ، سامانلوی بزرگ و سئیین به مرکزیت روستای آتشگاه(آق امام) تاسیس شده است.».

## جمعیت
بر اساس سرشماری سال ۱۳۸۵ جمعیت این روستا ۲۹۳ نفر با ۶۲ خانوار بوده‌است.

## آب معدنی ارجستان
آب معدنی گاز داری که در آن روستا وجود دارد باعث تکان خوردن سنگ کلیه می‌شود.
«ارجستان سویو ، چشمه آب معدنی سردوگازداری است که درروستای ارجستان واقع در21 کیلومتری غرب اردبیل از دل زمین می جوشد. این چشمه دارای آب سرد ، بی‌بو با مزه گس و گازداری است که به صورت نوشیدنی مفیدی مورد استفاده قرارمی گیرد. دمای آن درحدود10 الی 15 درجه سانتیگراد و آنیونهای آن کلرورو بی‌کربنات وکاتیونهای مهم آن کلسیم، منیزیم و پتاسیم می‌باشد.تا چندی پیش آب این چشمه درقالب بطری های یک لیتری و نیم لیتری توسط کارخانه آب معدنی (مس کو)به بازارعرضه می شد اما بعدها تولید آن جدی گرفته نشد. امروزه مردم ازچشمه‌ای که بر روی مظهر آب ساخته شده استفاده می کنند. این چشمه آبگرم دارای گاز کربنیک بوده و منشا آب آن نیز نیمه عمیق می‌باشد . شرکت آب منطقه ای اردبیل دمای آین چشمه ها راحدود 12 درجه سانتیگراد ، ودبی آن را درحدود 0.8 لیتر در ثانیه برآورد نموده است. آب این چشمه ها به مصارف شرب می رسد.».